# Lepidium pedicellosum
Lepidium pedicellosum là một loài thực vật có hoa trong họ Cải. Loài này được F. Mull. mô tả khoa học đầu tiên năm 1878.